# Djigouéra (departamento)
Djigouéra é um departamento ou comuna da província de Kénédougou no Burkina Faso. A sua capital é Djigouéra.
Em 1 de julho de 2018 tinha uma população estimada em 23266 habitantes.